# Ральф II (граф Восточной Англии)
Ральф II (Ральф де Гвадер; англ. Ralph de Guader; ок. 1042 — ок. 1099) — один из англо-нормандских аристократов, граф Восточной Англии в 1069—1075 годах и сеньор Гэля, один из организаторов мятежа трёх графов в 1075 году против короля Вильгельма Завоевателя.

## Биография

### Юность
Ральф II был сыном Ральфа I, графа Восточной Англии и одного из немногих аристократов англосаксонского периода, сохранивших своё влияние после нормандского завоевания Англии. Его отец, помимо земель в Англии, владел обширной сеньорией Гэль в Бретани, и Ральф II в молодости занимался управлением родовыми имениями за Ла-Маншем. Известно, что в 1065 году Ральф участвовал в осаде Конаном II, герцогом Бретонским, замка Комбур, а в следующем году он присоединился к армии Вильгельма Нормандского, отправившейся отвоёвывать английскую корону. Ральф упомянут среди участников битвы при Гастингсе. Вместе с отцом он также присутствовал на заседаниях Большого королевского совета короля Вильгельма.
В 1069 году Ральф возглавил небольшой отряд нормандцев, которые отразили попытку датского флота высадить войска в Восточной Англии. К этому времени, очевидно, его отец скончался, и Ральф получил от короля Вильгельма титул графа Восточной Англии. От отца он унаследовал обширные земельные владения в Норфолке, Саффолке, Эссексе и Хартфордшире. Резиденцией нового графа стал замок Норидж в одном из крупнейших городов Англии того времени.

### Мятеж трёх графов
В 1075 году Ральф, вместе с Вальтеофом Нортумбрийским и Роджером Херефордским принял участие в мятеже трёх графов против короля Вильгельма. Причины этого восстания до конца не ясны. Хотя, по легенде, Ральф возмутился отказом короля дать согласие на его брак с сестрой Роджера Эммой, англосаксонская хроника, написанная вскоре после этих событий, наоборот, говорит, что Эмму в жёны Ральфу дал именно король Вильгельм. Как бы то ни было, восстание быстро завершилось крахом: против отрядов Ральфа выступила крупная армия Одо (епископа Байё) и Жоффруа (епископа Кутанса), правителей Англии на время поездки Вильгельма Завоевателя в Нормандию. Встретив превосходящие силы противника у Кембриджа, Ральф отступил в Норидж, а затем, оставив свою жену защищать замок, отправился за поддержкой в Данию. В конце 1075 года датский флот из 200 кораблей прибыл к берегам Восточной Англии, но было уже поздно: графиня после героического сопротивления была вынуждена согласиться на капитуляцию под условием разрешения ей покинуть Англию. Спустя некоторое время Ральф встретился со своей женой в Бретани. Его английские владения и титулы были конфискованы. Древнее англосаксонское графство Восточной Англии перестало существовать.

### Изгнание и крестовый поход
После своего изгнания из Англии Ральф проживал в Бретани, где он сохранил крупные земельные владения своего отца и являлся одним из наиболее влиятельных баронов этого герцогства. В 1076 году он вновь поднял мятеж, на этот раз против бретонского герцога Хоэля II, и был осаждён в Доле. На помощь бретонцам пришёл Вильгельм Завоеватель, однако войска короля Франции заставили англо-нормандскую армию отступить. Вскоре Ральф примирился с герцогом Бретани. Позднее в источниках Ральф неоднократно упоминается в качестве одного из приближённых бретонского монарха.
После смерти короля Вильгельма в 1087 году Ральф появился в Нормандии, где, вероятно, присоединился к герцогу Роберту Куртгёзу. В 1096 году вместе с женой и герцогом Робертом он отправился в крестовый поход. Ральф участвовал в осаде Никеи в 1097 году, а затем под командованием Боэмунда Антиохийского покорял Сирию. В 1099 году Ральф и его жена скончались на пути в Палестину.